# Parti révolutionnaire des travailleurs (Royaume-Uni)
Pour les articles homonymes, voir Parti révolutionnaire des travailleurs.
Le Parti révolutionnaire des travailleurs (en anglais, Workers Revolutionary Party, ou WRP) est un parti politique trotskiste britannique, fondé par Gerry Healy. Depuis le milieu des années 1980, le WRP a connu plusieurs scissions, dont l'une continue d'en revendiquer le nom et l'héritage.

## Historique

### Formation
Les origines du Workers Revolutionary Party sont intrinsèquement liées à l'histoire des groupes successifs fondés par Gerry Healy à partir de la fin des années 1940. En 1947, Healy dirige une faction au sein d'un groupe trotskiste britannique, le Revolutionary communist party (RCP), et y prône l'entrisme au sein du Parti travailliste (Labour). Avec l'approbation de la Quatrième Internationale, Healy et ses partisans quittent le RCP et fondent un groupe politique dissident, baptisé The Club. Ils suivent la stratégie d'entrisme de Healy en contrôlant la rédaction du journal Socialist outlook, publié par une faction de gauche du Labour. En 1951, cependant, la direction du Parti travailliste exclut Socialist Outlook, qui cesse ensuite de paraître.
En 1953, The Club connaît une scission interne, du fait des polémiques qui secouent alors l'internationale trotskiste autour des thèses de Michel Pablo. Healy et ses partisans rejoignent le Socialist Workers Party américain et les lambertistes français dans l'opposition à Pablo, et intègrent le Comité International de la Quatrième Internationale. Le groupe de Healy continue de mener ses activités à l'intérieur du Labour, et connaît une nouvelle évolution après l'insurrection de Budapest de 1956 : les « healyistes » reçoivent à cette époque le renfort d'anciens membres du Parti communiste de Grande-Bretagne déçus par l'évolution de leur parti. En 1959, la tendance de Healy prend le nom de Socialist Labour League (SLL) : elle accueille initialement des militants qui ne sont pas tous des pro-Healy de la première heure. Avec le temps, cependant, les nouveaux arrivants quittent le parti ou sont exclus, laissant Healy et ses proches aux commandes de la SLL. Healy continue un temps de concevoir la Socialist Labour League comme un instrument d'entrisme au sein du Labour, et vise notamment à gagner en influence au sein des Young Socialists, l'organisation de jeunesse des travaillistes. En 1964, cependant, la SLL abandonne la stratégie d'entrisme et se sépare du Labour afin de se développer sous la forme d'un parti politique indépendant. En 1969, le parti lance le journal Worker's Press (rebaptisé par la suite The Newsline) qui se présente comme le premier hebdomadaire trotskiste du monde. Il développe également son action en direction des syndicats en fondant sa propre organisation syndicale, la All Trades Union Alliance. En 1973, la Socialist Labour League devient le Parti révolutionnaire des travailleurs.

### Scissions et déclin
Dans les années 1970, le Workers Revolutionary Party gagne en visibilité grâce à l'adhésion de plusieurs personnalités connues, notamment la célèbre actrice Vanessa Redgrave et son frère Corin, qui sont alors des militants très actifs du parti. À compter des élections de février 1974, le WRP présente régulièrement des candidats à divers scrutins électoraux, sans jamais parvenir cependant à obtenir le moindre élu. La fortune de la famille Redgrave permet au parti de Healy, qui n'a probablement jamais compté beaucoup plus de mille membres, de mener des activités sans commune mesure avec son assise militante. Healy et son parti reçoivent également une aide financière de la part de l'Irak baasiste et de la Libye de Kadhafi. En 1975, il fonde un centre de formation, le College of Marxist Studies. Dès 1974, cependant, il connaît une scission, avec le départ d'un groupe de militants lambertistes dirigé par Alan Thornett. 
En octobre 1985, le WRP connaît une importante crise interne, liée notamment au comportement personnel de Gerry Healy : divers médias britanniques publient à cette époque une série d'articles accusant le fondateur du parti d'avoir abusé de ses fonctions pour obtenir les faveurs sexuelles de dizaines de militantes, d'avoir fait espionner des dissidents irakiens pour le compte du régime de Saddam Hussein, de diriger le parti à la manière d'une secte, et enfin d'avoir détourné des fonds,. Le comité central du parti, au sein duquel la contestation est menée par Cliff Slaughter et Michael Banda, vote l'exclusion de Healy. Ce dernier organise alors avec ses partisans un contre-congrès et fait passer une résolution qui refuse sa propre exclusion, et exclut Slaughter, Banda et leurs partisans,. 
Le parti éclate alors en deux groupes concurrents, d'une part le Workers Revolutionary Party (Newsline) qui regroupe Healy et ses partisans (dont Vanessa et Corin Redgrave) et d'autre part le Workers Revolutionary Party (Workers' Press) qui regroupe la tendance de Slaughter et Banda. Le WRP (Workers' Press) connaît lui-même ensuite des scissions, et finit par disparaître en 1996 : une partie de ses militants rejoignent le Socialist Labour Party d'Arthur Scargill. Healy et ses proches, quant à eux, quittent dès novembre 1986 le WRP (Newsline) pour fonder un autre groupe, le Marxist Party. La faction WRP (Newsline), dirigée par Sheila Torrance, continue ensuite d'exister et demeure le seul groupe à revendiquer le nom du parti fondé par Healy. Cette incarnation du Workers Revolutionary Party présente des candidats aux élections de 1997, mais ceux-ci ne recueillent en moyenne qu'une centaine de voix chacun.